# هيو سكينر
هيو سكينر (بالإنجليزية: Hugh Skinner)‏ هو مغني وممثل بريطاني، ولد في 6 يناير 1985 بلندن في المملكة المتحدة.

## أعمال

### أفلام
- (2012) البؤساء
- (2018) ماما ميا! لنذهب مرة أخرى[6][7]

## وصلات خارجية
- هيو سكينر على موقع IMDb (الإنجليزية)
- هيو سكينر على موقع ميوزك برينز (الإنجليزية)
- هيو سكينر على موقع ديسكوغز (الإنجليزية)
- هيو سكينر على موقع قاعدة بيانات الفيلم (الإنجليزية)
- هيو سكينر على موقع كينوبويسك (الروسية)